# 何直軒
何直軒（英語：Ho Chik Hin Taylor，1998年1月22日—），生於香港，香港足球運動員，司職中堅，現時效力香港甲組聯賽球隊南華。

## 球會生涯
何直軒生於香港，曾就讀上水惠州公立學校和英華書院。2014年5月26日，標準流浪青年軍何直軒棄足用手，變身籃球員為英華書院出戰Panasonic學界籃球邀請賽，在決賽鬥男拔萃的大戰中，多次利用身高優勢搶籃板，為球隊策動反攻，表現亦相當搶鏡。2016年，何直軒加盟香港丙組聯賽球會愉園成為球隊後防主力之一至2017年8月1日19歲的他正式獲得運動員獎學金到美國升學入讀密德蘭大學及參與大學聯賽繼續其足球生涯。

## 國際賽生涯
2014年10月，何直軒代表香港U16首次勇闖U16亞少盃決賽周，但在決賽週分組賽事中，三戰皆敗，最終宣告無緣晉級。2017年1月13日，何直軒入選香港U22到多哈作客卡塔爾U23的國際足球友誼賽，不過何直軒於1月18日以0–3不敵主隊卡塔爾U23中未有上陣。

## 外部連結
- 香港足球總會網頁球員註冊資料 （页面存档备份，存于）

https://www.facebook.com/Affinityed/posts/1603558669715137 （页面存档备份，存于）